# Философски факултет (Белградски университет)
Философският факултет (на сръбски: Филозофски факултет Универзитета у Београду) е най-старият факултет към Белградския университет, основан през 1838 година. Във факултета се изучават около 6000 студента. Декан на факултета е Даниел Синани.

## Отдели
- Андрагогика
- Археология
- Етнология и антропология
- История
- Изкуствознание
- Класическа филология
- Педагогика
- Психология
- Социология
- Философия

## Научни центрове
Философският факултет се състои от следните звена на науката:
- Институт по История на изкуството
- Институт по педагогика и андрагогия
- Институт по психология
- Институт за социални изследвания
- Институт по философия
- Център за етноложки и антропологични изследвания
- Център за кипърските изследвания
- Археологическа сбирка

## Декани
Декани на факултета от 1905 година са:
- 1905/06 – Богдан Попович
- 1906 – 1908 – Светолик Радованович
- 1908/09 – Михаило Петрович
- 1909 – 1913 – Джордже Станоевич
- 1913/14 – Драголюб Павлович
- 1918/19 – Сима Лозанич
- 1919/20 – Живойн Джорджевич
- 1920 – 1923 – Никола Вулич
- 1923 – 1926 – Владимир К. Петкович
- 1926/27 – Милутин Миланкович
- 1927/28 – Милош Тривунац (зимен семестър), Неделко Кошанин (летен семестър)
- 1928 – 1930 – Милорад Поповиц
- 1930 – 1933 – Веселин Чайканович
- 1933/34 – Владимир Джорович
- 1934/35 – Владимир Джорович (зимен семестър), Миливое С. Лозанич (летен семестър)
- 1935 – 1937 – Миливое С. Лозанич
- 1937 – 1939 – Никола Попович
- 1939/40 – Никола Попович (зимен семестър), Милош Тривунац (летен семестър)
- 1940/41 – Милош Тривунац
- 1945/46 – Йован Томич
- 1946/47 – Любиша Глишич (зимен семестър), Душан Неделкович (летен семестър)
- 1947 – 1949 – Душан Неделкович
- 1949/50 – Михаило Стеванович
- 1950/51 – Михаило Динич
- 1951/52 – Борислав Стеванович
- 1952 – 1954 – Боривое Дробнякович
- 1954/55 – Миодраг Ибровац
- 1955/56 – Никола Банашевич
- 1956/57 – Боривое Дробнякович
- 1957/58 – Георгий Острогорски
- 1958/59 – Войслав М. Джурич
- 1959/60 – Драголюб Павлович
- 1960 – 1962 – Йорьо Тадич
- 1962 – 1964 – Иван Божич
- 1966/67 – Михаило Маркович